# Daniel Godelli
Daniel Godelli (Elbasan, 10 de enero de 1992) es un deportista albanés que compite en halterofilia.
Ganó tres medallas en el Campeonato Europeo de Halterofilia entre los años 2011 y 2014. Adicionalmente obtuvo una medalla de oro en el Campeonato Mundial de Halterofilia de 2014, que perdió posteriormente por dopaje

## Palmarés internacional
| Campeonato Mundial | Campeonato Mundial  | Campeonato Mundial | Campeonato Mundial |
| Año                | Lugar               | Medalla            | Categoría          |
| ------------------ | ------------------- | ------------------ | ------------------ |
| 2014               | Almaty (Kazajistán) | DSC                | 77 kg              |
| Campeonato Europeo |                     |                    |                    |
| Año                | Lugar               | Medalla            | Categoría          |
| 2011               | Kazán (Rusia)       | Medalla de bronce  | 69 kg              |
| 2013               | Tirana (Albania)    | Medalla de plata   | 69 kg              |
| 2014               | Tel Aviv (Israel)   | Medalla de plata   | 77 kg              |